# Daniël Mijtens
Daniël Mijtens (Delft, c. 1590 – Haia, c. 1648), também conhecido como Daniel Mytens ou Daniel Mytens, o Velho, foi um pintor holandês que passou os anos centrais de sua carreira pintando na Inglaterra.
Ele nasceu em Delft em uma família de artistas, sendo treinado na Haia possivelmente no estúdio de Michiel Jansz van Mierevelt. Ele se mudou em 1618 para Londres, com seu patrono sendo o colecionador de artes Thomas Howard, 21.º Conde de Arundel. Ele pintou para o conde e a condessa e logo recebeu uma encomenda para pintar para o rei Jaime VI & I e seu filho Carlos, Príncipe de Gales.
Quando o príncipe ascendeu ao trono em 1625 como Carlos I, Mijtens passou a ser o pintor da corte e produziu vários retratos de corpo inteiro do rei e seus cortesãos, incluindo duplicatas feitas por seus assistentes. Ele visitou os Países Baixos em 1628 e 1630 para estudar os desenvolvimentos da pintura, particularmente os trabalhos de Peter Paul Rubens e Antoon van Dyck.
Quando van Dyck foi para a Inglaterra em 1632, ele o substituiu como o pintor da corte inglesa. van Dyck demonstrou uma superioridade sobre Mijtens ao pintar o rei e a rainha consorte em retratos mais bem executados. Mijtens voltou permanentemente para os Países Baixos por volta de 1634, trabalhando posteriormente como negociador de artes, morrendo na Haia em por volta de 1648.